# Mente Fuerte
Mente Fuerte, pseudonimo di Geōrgios Tsakmakidīs (in greco Γεώργιος Τσακμακίδης?; Atene, 14 luglio 1992), è un rapper greco.

## Biografia
Pubblica il suo primo singolo, Lifestyle, nel 2016. Dopo svariate uscite, il 25 marzo 2019 esce il suo primo album in studio, Kingpin, contenente collaborazioni con i rapper Hawk, Saske, Mad Clip e Toquel. Il 14 giugno dello stesso anno è la volta del singolo Caliente, realizzato con Hawk e Baghdad, che ottiene un notevole successo diventando il primo singolo della storia ad essere certificato diamante in Grecia.
Dopo diverti singoli di successo, il 9 giugno 2022 pubblica il suo secondo album, dal titolo Amantes amentes, che vede la partecipazione di diversi artisti di punta della scena greca come Ellize, Sidarta, Sin Laurent, Hawk, Sigma, Mike G, Saske, Light, Ricta e Baghdad.

## Discografia

### Album in studio
- 2019 – Kingpin
- 2022 – Amantes amentes